# Monte Overlord
El monte Overlord es una montaña de la Antártida, situada en el límite noroeste de la meseta Deception a 80 kilómetros tierra adentro desde el mar de Ross y justo al este de la cabeza del glaciar Aviator en Tierra Victoria. Se trata de un extinto estratovolcán cuyo cono asimétrico se encuentra al borde de una meseta sobre el glaciar Aviator. Si bien la mayor parte del cono está cubierto de hielo, el monte Overlord tiene una caldera de casi 2 kilómetros de diámetro. Las rocas volcánicas de la vertiente occidental datan de aproximadamente siete millones de años por lo que se cree que el volcán está extinto. Fue nombrado así por una de las expediciones del New Zealand Geological Survey Antarctic Expedition (NZGSAE), la de 1962–63, porque domina (en inglés overlord) sobre los picos menores.